# Simomactra chionia
Simomactra chionia is een tweekleppigensoort uit de familie van de Mactridae. De wetenschappelijke naam van de soort is voor het eerst geldig gepubliceerd in 1921 door Tomlin.